# Falling Down a Mountain
Falling Down a Mountain è l'ottavo album in studio del gruppo musicale britannico Tindersticks, pubblicato nel 2010.

## Tracce
1. Falling Down a Mountain – 6:33
2. Keep You Beautiful – 3:23
3. Harmony Around My Table – 5:06
4. Peanuts (feat. Mary Margaret O'Hara) – 4:37
5. She Rode Me Down – 3:18
6. Hubbards Hills – 3:04
7. Black Smoke – 3:43
8. No Place So Alone – 3:12
9. Factory Girls – 5:55
10. Piano Music – 5:46

## Formazione
- Stuart Staples – voce, chitarra
- David Boulter – tastiera, percussioni
- Neil Fraser – chitarra
- Dan McKinna – basso, voce
- Terry Edwards – tromba
- Earl Harvin – batteria
- David Kitt – chitarra, voce